# Ustanova Fundacija BiT Planota
Ustanova Fundacija BiT Planota je nevladna organizacija, ustanovljena leta 2006 kot lokalna razvojna fundacija, ki se ukvarja s projektnim delom in skrbi za trajnostni razvoj prostovoljstva na območju Goriške statistične regije. 

## Strategija in cilji
Fundacija je bila ustanovljena, da bi opravljala družbeno koristno delo, ki bi vplivalo na trajen razvoj prostovoljstva na celotnem območju Banjške planote in Trnovske planote, ki ga omejujejo reke Idrijca, Soča in Vipava, sega do pogorja Nanosa, pokrivajo pa ga Mestna občina Nova Gorica ter občine Tolmin, Kanal, Ajdovščina, Vipava in Idrija. Izkušnje in način dela pa kažejo, da sega področje delovanja fundacije na celotno območje Goriške statistične regije, ki v štirih upravnih enotah zajema 13 občin (Ajdovščina, Bovec, Brda, Cerkno, Idrija, Kanal ob Soči, Kobarid, Miren - Kostanjevica, Nova Gorica, Renče - Vogrsko, Šempeter - Vrtojba, Tolmin in Vipava). 
Delovanje fundacije zagotavlja povezovanje različnih nevladnih organizacij (NVO) v Goriški statistični regiji; povečuje prepoznavnost posameznih NVO; vzpostavlja tako pogoje za zaposlovanje in večanje strokovnosti kot tudi nudi možnosti za skupno izvajanje različnih projektov.

## Projekti
- Regionalno stičišče NVO Planota – od aprila 2008 opravlja fundacija vlogo regionalnega stičišča nevladnih organizacij Goriške statistične regije
- Zaposlovanje preko javnih del – od leta 2007 je fundacija vključena v nacionalne programe javnih del preko Zavoda RS za zaposlovanje; v program so vključene osebe s sedmo stopnjo izobrazbe
- LAS za razvoj – fundacija je zadolžena za območje Banjške in Trnovske planote znotraj Lokalne Akcijske Skupine za razvoj podeželja, ki je organiziran v okviru projekta Leader; s strokovnim delom skrbi za zagotavljanje sredstev za trajnostni razvoj območja
- Podpora prireditvam na območju LAS – fundacija sodeluje kot partner na območju LAS za razvoj hribovitega dela Goriške statistične regije s sofinanciranjem tradicionalnih prireditev NVO v letu 2010
- Regijski park Trnovski gozd – fundacija sodeluje kot partner pri pripravi dokumentacije in analiz, potrebnih za začetek postopka o ustanovitvi Regijskega parka Trnovski gozd
- Izobraževanje managerjev NVO – fundacija v sodelovanju s CNVOS izvaja šolanje kadrov za potrebe nevladnih organizacij, in sicer za naziv vodja NVO in vodja projektov v NVO
- Informator Planota – od leta 2008 fundacija štirikrat letno izdaja brezplačno glasilo Planota – informator Banjške in Trnovske planote, s katerim prebivalce območja seznanja o dogodkih in aktivnostih
- LJUDEM = Ljudska Dediščina za Muzeje na Banjški in Trnovski planoti – v letih 2008 in 2009 je fundacija izvedla projekt, ki se dotika ljudske dediščine, namenjene zbirkam, ki predstavljajo osnovo za postavitev ekomuzejev; povezala se je s partnerjem iz Norveške
- Pohodniška transverzala Banjške in Trnovske planote – od leta 2006 fundacija povezuje vse organizirane pohode na Banjški in Trnovski planoti v skupen dogodek, ki se sicer odvija skozi celo leto, vendar s skupno promocijo in sodelovanjem prebivalcev celotnega območja Banjške in Trnovske planote
- Mobile Tourist incubator – fundacija sodeluje kot partner v projektu MOTOR, ki želi prispevati k izboljšanju turistične ponudbe in ureditvi vaških jeder v krajih na Banjški in Trnovski planoti

## Regionalno stičišče NVO Planota
Naloge regionalnega stičišča, ki ga finančno podpirata Evropski socialni sklad in Ministrstvo RS za javno upravo, so skrb za nevladne organizacije, nudenje podpore nevladnim organizacijam, povezovanje nevladnih organizacij in razvijanje nevladnega sektorja. 
Ustanova Fundacija BiT Planota to počne z:
- ZAGOTAVLJANJEM PODPORNIH STORITEV ZA MREŽO NVO (svetovanje na področju finančnega poslovanja, pravnih vprašanj, pomoč pri opravljanju tehnično-administrativnih opravil, pomoč pri pripravi prijav na razpise, izvajanje izobraževanj, usposabljanj in dejavnosti za pridobivanje novih znanj)
- INFORMIRANJEM IN PROMOCIJO NVO V REGIJI
- OBLIKOVANJEM MREŽE NVO (vzpostavitev registra NVO, raziskovanje potreb NVO, povezovanje pri izvajanju skupnih projektov)
- LETNIMI GLASOVANJI ZA "NAJ NVO"

## Spletne povezave
Spletna stran planota.si
Spletna stran Regionalnega stičišča NVO Planota